# Кукань
Кукань (пол. Kukań, нім. Kukahn) — село в Польщі, у гміні Грифиці Ґрифицького повіту Західнопоморського воєводства.
Населення — 137 осіб (2011).
У 1975-1998 роках село належало до Щецинського воєводства.

## Демографія
Демографічна структура станом на 31 березня 2011 року:
|          | Загалом | Допрацездатний вік | Працездатний вік | Постпрацездатний вік |
| -------- | ------- | ------------------ | ---------------- | -------------------- |
| Чоловіки | 71      | 22                 | 46               | 3                    |
| Жінки    | 66      | 19                 | 33               | 14                   |
| Разом    | 137     | 41                 | 79               | 17                   |